# 速戰
《速戰》（英語：Echoes Of The Thunder）是2023年香港賽車電影，由鄧東明執導，劉暢、陳家樂、冼色麗和耿長軍領銜主演，電影於2023年8月31日在香港和澳門上映。

## 角色
- 陳家樂
- 惠英紅
- 劉暢（配音：吳浩康）
- 冼色麗
- 林雪
- 廖啟智
- 姜皓文
- 林子聰
- 楊天宇

## 發行
2018年，該片在香港拍攝。
2019年，該片在香港國際影視展上發佈先導海報《速戰：與夢同行》。

## 獎項
| 年份 | 頒獎典禮               | 獎項       | 入圍者 | 結果 |
| ---- | ---------------------- | ---------- | ------ | ---- |
| 2023 | 第十五屆澳門國際電影節 | 最佳女配角 | 惠英紅 | 提名 |

## 外部連結
- 香港影庫上《速戰》的資料（繁體中文）
- 豆瓣电影上《速戰》的資料 （简体中文）